# Titan IV
El Titan IV va ser una família de vehicles de llançament pesant que va desenvolupar Martin Marietta i va ser operat per les Forces aèries dels Estats Units del 1989 al 2005. Els llançaments van ser efectuats des de la Estació de la Força Aèria de Cap Canaveral, i la Base de la Força Aèria de Vandenberg
El Titan IV va ser l'últim de la família de coets Titan, desenvolupat originalment per la companyia Glenn L. Martin el 1958. Es va retirar el 2005 a causa del seu alt cost d’operació i preocupacions pels seus combustibles tòxics, i es va substituir pels vehicles de llançament Atlas V i Delta IV sota el programa EELV. El llançament final (B-30) des de Cap Canaveral es va produir el 29 d'abril de 2005, i el llançament final des de Vandenberg es va produir el 19 d'octubre de 2005. Lockheed Martin Space Systems va construir els Titan IV a prop de Denver, Colorado, sota contracte amb el govern dels Estats Units.
Dos Titan IV són actualment exposats al Museu Nacional de la Força d'Aire dels Estats Units dins Dayton, Ohio i el Evergreen Aviation and Space Museum a McMinnville, Oregon.

## Identificació dels tipus
El IV A (40nA) feia servir revestiments d'acer als coets auxiliars de combustible sòlid, el IV B (40nB) feia servir un revestiment de materials compostos (el SRMU).
El tipus 401 feia servir un Centaur com a 3a etapa, tipus 402 feia servir un IUS. L'altre 3 tipus (sense 3es etapes) eren 403, 404, i 405:
- El tipus 403, per més càrregues menys pesants a òrbites més altes, per llançaments des de Vandenberg.[4]
- El tipus 404, per càrregues pesants a òrbites baixes, per llançaments des de Vandenberg.[4]
- El tipus 405, per més càrregues menys pesants a òrbites més altes, per llançaments des de Cap Canaveral.[4]

## Descripció de vehicle

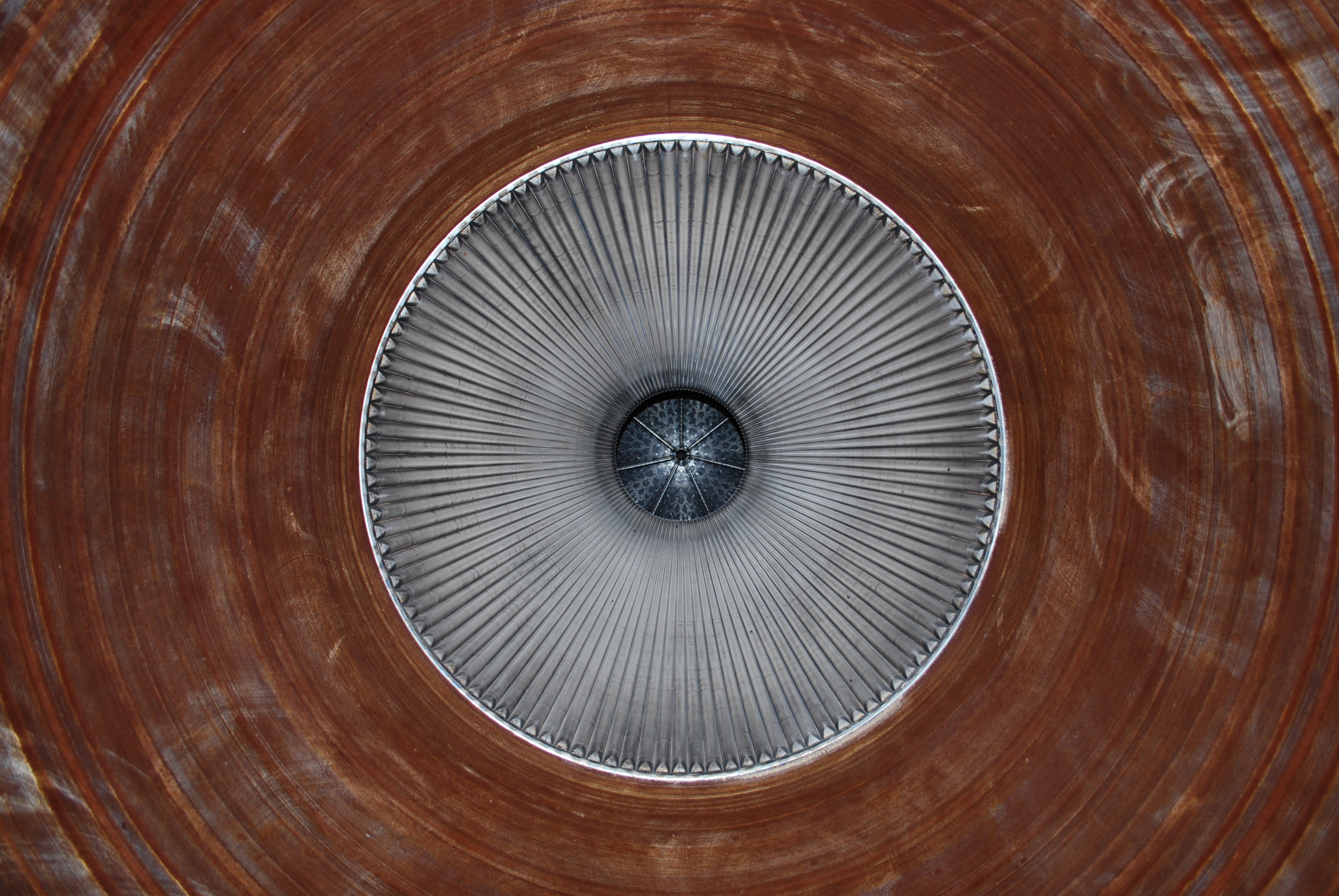
LR91-AJ-11 motor de coet injector i cambra de combustió

El Titan IV va ser desenvolupat per proporcionar capacitat assegurada per llançar càrregues de classe Transbordador espacial per la Força Aèria. El Titan IV podria ser llançat sense etapa superior, Etapa Superior Inercial (IUS), o una etapa superior Centaur.
El Titan IV es compon de dos coets de combustible sòlid de grans dimensions i propulsor central de dos fases de combustible líquid. Pel propulsor central es van fer servir combustibles no criogènics (emmagatzemables a temperatura ambient), per ambdues etapes van utilitzar Aerozine 50 com a combustible i Tetraòxid de dinitrogen com a oxidant. Aquests propulsors són hipergols, és a dir, al entrar en contracte entren en ignició i són líquids líquids a temperatura ambient, aquest fet fa que les parets dels tancs de combustible no requereixin d'aïllant. Això permetia que el coet estigués en preparat pel llançament durant grans períodes sense que els combustibles s'evaporin, però ambdós químics són extremadament tòxics i perillosos pel medi ambient.
El Titan IV podria ser llançat tant de la costa est dels Estats Units com de la oest: SLC-40 o 41 a la Estació de la Força Aèria de Cap Canaveral a la SLC-4E, a la Base de la Força Aèria de Vandenberg. Els llançaments a òrbites polars s'efectuaven des de Vandenberg, amb més altres llançaments que tenen lloc a Cap Canaveral.

### Característiques generals
- Constructor: Lockheed-Martin AstronauticsMotor de la primera etapa del Titan IVMotors:

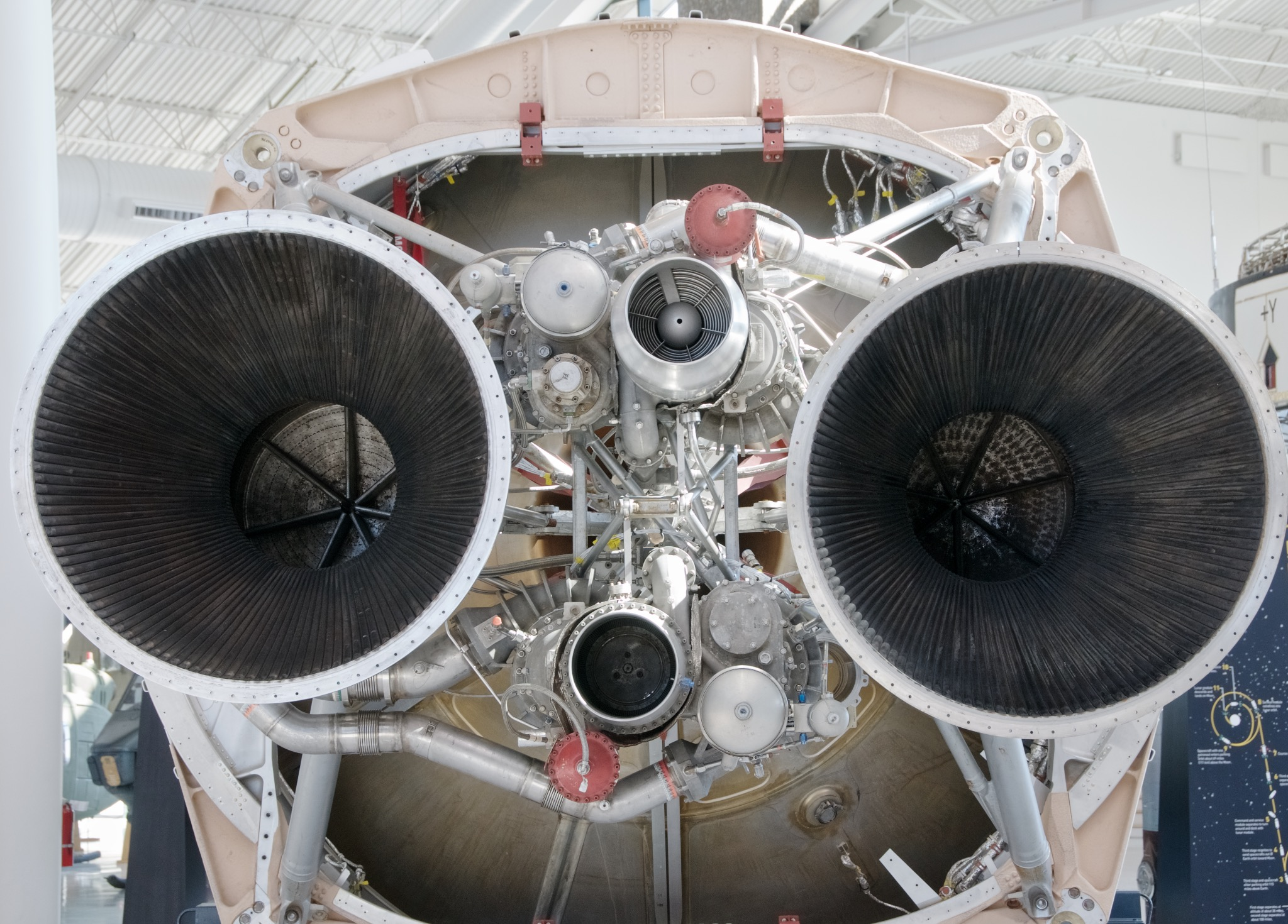
Motor de la primera etapa del Titan IV

  - Etapa 0 dos motors de combustible sòlid.
  - Etapa 1 Un LR87-AJ-11 de combustible líquid.
  - Etapa 2 Un LR91-AJ-11 de combustible líquid.
  - Les etapes superiors opcionals van incloure el Centaur i Inertial Upper Stage.
- Sistema de guiatge: Un sistema de guiatge basat en el giroscopi d'anell làser fabricat per Honeywell.
- Empenyiment:
  - Etapa 0: 7,56 MN per motor a l'enlairament.
  - Etapa 1:el LR87-AJ-11 proporciona de mitjana 2,44 MN
  - Etapa 2:el LR91-AJ-11 proporcionava de mitjana 467 kN (0,467 MN).
  - Etapa 3 opcional: Centaur 147 kN (0,147 MN) i la Inertial Upper Stage fins 185 kN (0,185 MN) .
- Longitud: Fins a 62 m.
- Capacitat de càrrega:
  - Fins a 21.700 kg a òrbita terrestre baixa
  - Fins a 5.800 kg a una òrbita geosíncrona
  - Fins a 17.600 kg a una òrbita baixa polar.
  - Segons la 3a etapa escollida tenia diferents capacitats fins a una òrbita geosíncrona:
    - Amb etapa superior Centaur 5.800 kg
    - Amb Inertial Upper Stage 2.380 kg
- Carenat:[5]
  - Fabricant: McDonnell Douglas Sistemes Espacials Co
  - Diàmetre: 5,1 m
  - Longitud: 17, 20, 23, o 26 m
  - Pes: 4989, 5443, 5896, o 6350 kg
  - Disseny: 3 seccions d'estructura isogrid d'Alumini
- Pes màxim a l'enlairament: Aproximadament 1,000,000 kg
- Cost: Aproximadament entre 250 i 350 milions de dòlars, depenent damunt configuració de llançament.
- Data de posada en servei: juny 1989
- Llocs de llançament: Cap Canaveral AFS, i Vandenberg AFB.

## Història
La família de coets Titan va ser establerta al octubre de 1955 quan la Força Aèria va atorgar a la Glenn L. Martin Company (més tard Martin-Marietta, ara part de Lockheed Martin) un contracte per construir un míssil balístic intercontinental (SM-68). El resultant Titan I era el primer MBI de dos trams dels Estats Units i va complementar l'MBI d'Atles com el segon MBI d'emmagatzematge soterrani vertical a un silo. Ambdues etapes del Titan vaig utilitzar RP-1 i oxigen líquid mentre propulsors.
Una versió posterior del Titan, el Titan II, era una evolució de dues etapes del Titan I, però era molt més potent i de combustibles diferents. Designat com LGM-25C, el Titan II era el míssil més gran desenvolupat per les USAF en aquell temps. El Titan II va haver-hi novament va desenvolupar motors que van utilitzar Aerozine 50 i tetraòxid de dinitrogen, hipergols, aquesta combinació permetent el Titan II ser enmagatzemat a punt per llançar. El Titan II va ser el primer Titan utilitzat com a llençador espacial.
El desenvolupament del Titan III, que ja era únicament un llençador espacial, va començar al 1964, resultant en el Titan IIIA, finalment seguit pel Titan IV-Un i IV-B.

### CELV
A mitjans dels anys vuitanta el govern dels Estats Units es va preocupar per que el Transbordador espacial, dissenyat per llançar tot tipus de càrregues i reemplaçar tota la resta de coets no tripulats, no seria fiable prou per les aplicacions militars i classificades. Al 1984 Sota Secretari de la Força d'Aire i Director de la Oficina Nacional de Reconeixement (NRO) Pete Aldridge decidit per adquirir Vehicles de Llançament Consumibles Complementaris (CELV) per deu llançaments de NRO; el nom prové de l'expectativa del govern que els coets "complementarien" el transbordador. Més tard es va rebatejar Titan IV, el coet només portaria tres càrregues militars amb les etapes Centaur i s'enlairaria exclusivament del Cap Canaveral a la LC-41. Tanmateix, el accident del transbordador espacial Challenger al 1986 va causar una dependència renovada en sistemes de llançament consumible, amb això el programa Titan IV es va expandir significativament. Al temps de la seva introducció, el Titan IV era el més gran i més versàtil vehicle de llançament consumible utilitzat per les USAF.
El programa post-Challenger va afegir les versions de Titan-IV amb l'Inertial Upper Stage (IUS) o cap etapa superior, va augmentar el número de vols i va reformar la plataforma LC-40 de Cap Canaveral per l'ús del Titan-IV. All1991, gairebé quaranta llançaments van ser planificats i un nou i millorat motor de coet sòlid amb un recobriment amb materials compostos, més lleuger, va ser introduït.

### Cost del programa
Al 1990, es va calcular el cost total per l'adquisició de 65 vehicles Titan-IV durant un període de 16 anys, el qual ascendia a 18300 milions de dòlars (l'equivalent a 36300 milions de dòlars de 2021).

### Llançament de la sonda Cassini–Huygens
A l'octubre de 1997, un Titan IV-B va llançar Cassini–Huygens, un parell de sondes enviades a Saturn. Va ser l'únic ús d'un Titan IV per un llançament que no fos pel Departament de Defensa. Huygens va aterrar a Tità al 14 de gener de 2005. Cassini es va quedar orbitant al voltant de Saturn. La missió va acabar damunt 15 de setembre de 2017 quan l'aeronau va ser maniobrada per que reentrés a l'atmosfera de Saturn.

### Retirada del servei
Mentre era una clara millora sobre el Shuttle, el Titan IV era car i poc fiable. Al 1990s,també creixia preocupacions de seguretat sobre els seus combustibles tòxics. El Vehicle de Llançament Consumible Evolucionat (EELV) programa va resultar en el desenvolupament de l'Atlas V, Delta IV, i Delta IV Heavy, el qual va reemplaçar al Titan IV i un seguit d'altres sistemes de llançament. Els nous EELVs va eliminar l'ús de hipergols, va reduir costos, i és molt més versàtil que el, però a l'actualitat és desafiat per les noves empreses espacials comercials com SpaceX, el qual va introduir a coets reutilitzables com el Falcon 9 durant la dècada del 2010.

### Exemplars supervivents
Al 2014, el Museu Nacional de la Força d'Aire dels Estats Units, va començar un projecte per restaurar un Titan IV-B. Aquest esforç va resultar exitós, obrint l'exhibició el 8 de juny del 2016. La resta de peces que han sobreviscut són en exhibició al Evergreen Aviation and Space Museum, incloent les etapes de nucli i parts dels motors de combustible sòlid.

## Historial de llançaments
| Data / Hora (UTC)      | Lloc de Llençament | Nombre de sèrie | Tipus          | Càrrega | Resultat | Comentaris |
| ---------------------- | ------------------ | --------------- | -------------- | --- | -------- | --- |
| 14 Juny 1989 13:18     | CCAFS LC-41        | K-1             | 402A / IUS     | USA-39 (DSP-14) | Èxit     | |
| 8 Juny 1990 05:21      | CCAFS LC-41        | K-4             | 405A           | USA-60 (NOSS) USA-61 (NOSS) USA-62 (NOSS) USA-59 Satellite Launch Dispenser Communications (SLDCOM)                            | Èxit     | |
| 13 Novembre 1990 00:37 | CCAFS LC-41        | K-6             | 402A / IUS     | USA-65 (DSP-15) | Èxit     | |
| 8 Març 1991 12:03      | VAFB LC-4E         | K-5             | 403A           | USA-69 (Lacrosse) | Èxit     | |
| 8 Novembre 1991 07:07  | VAFB LC-4E         | K-8             | 403A           | USA-74 (NOSS) USA-76 (NOSS) USA-77 (NOSS) USA-72 SLDCOM                                                                        | Èxit     | |
| 28 Novembre 1992 21:34 | VAFB LC-4E         | K-3             | 404A           | USA-86 (KH-11) | Èxit     | |
| 2 Agost 1993 19:59     | VAFB LC-4E         | K-11            | 403A           | NOSS x3 SLDCOM | Fracàs   | El coet de combustible sòlid va explotar al T+101s pels desperfectes ocasionats per tasques de manteniment.                                                                                |
| 7 Febrer 1994 21:47    | CCAFS LC-40        | K-10            | 401A / Centaur | USA-99 (Milstar-1) | Èxit     | |
| 3 Maig 1994 15:55      | CCAFS LC-41        | K-7             | 401A / Centaur | USA-103 (Trumpet) | Èxit     | |
| 27 Agost 1994 08:58    | CCAFS LC-41        | K-9             | 401A / Centaur | USA-105 (Mercury) | Èxit     | |
| 22 Desembre 1994 22:19 | CCAFS LC-40        | K-14            | 402A / IUS     | USA-107 (DSP-17) | Èxit     | |
| 14 Maig 1995 13:45     | CCAFS LC-40        | K-23            | 401A / Centaur | USA-110 (Orion) | Èxit     | |
| 10 Juliol 1995 12:38   | CCAFS LC-41        | K-19            | 401A / Centaur | USA-112 (Trumpet) | Èxit     | |
| 6 Novembre 1995 05:15  | CCAFS LC-40        | K-21            | 401A / Centaur | USA-115 (Milstar-2) | Èxit     | |
| 5 Desembre 1995 21:18  | VAFB LC-4E         | K-15            | 404A           | USA-116 (KH-11) | Èxit     | |
| 24 Abril 1996 23:37    | CCAFS LC-41        | K-16            | 401A / Centaur | USA-118 (Mercury) | Èxit     | |
| 12 Maig 1996 21:32     | VAFB LC-4E         | K-22            | 403A           | USA-120 (NOSS) USA-121 (NOSS) USA-122 (NOSS) USA-119 (SLDCOM) USA-123 Tethers in Space Physics Satellite (TiPS) USA-124 (TiPS) | Èxit     | |
| 3 Juliol 1996 00:30    | CCAFS LC-40        | K-2             | 405A           | USA-125 (SDS) | Èxit     | |
| 20 Desembre 1996 18:04 | VAFB LC-4E         | K-13            | 404A           | USA-129 (KH-11) | Èxit     | NROL-2 |
| 23 Febrer 1997 20:20   | CCAFS LC-40        | B-24            | 402B / IUS     | USA-130 (DSP-18) | Èxit     | |
| 15 Octubre 1997 08:43  | CCAFS LC-40        | B-33            | 401B / Centaur | Cassini Huygens | Èxit     | |
| 24 Octubre 1997 02:32  | VAFB LC-4E         | A-18            | 403A           | USA-133 (Lacrosse) | Èxit     | NROL-3 |
| 8 Novembre 1997 02:05  | CCAFS LC-41        | A-17            | 401A / Centaur | USA-136 (Trumpet) | Èxit     | NROL-4 |
| 9 Maig 1998 01:38      | CCAFS LC-40        | B-25            | 401B / Centaur | USA-139 (Orion) | Èxit     | NROL-6 |
| 12 Agost 1998 11:30    | CCAFS LC-41        | A-20            | 401A / Centaur | NROL-7 (Mercury) | Fracàs   | Curtcircuit al sistema de guiat al T+40s per un cable deteriorat, el vehicle va perdre el control i va ser destruit.                                                                       |
| 9 Abril 1999 17:01     | CCAFS LC-41        | B-27            | 402B / IUS     | USA-142 (DSP-19) | Fracàs   | Fallida de separació de les etapes. |
| 30 Abril 1999 16:30    | CCAFS LC-40        | B-32            | 401B / Centaur | USA-143 (Milstar-3) | Fracàs   | Error de programació del Centaur que va provocar una pèrdua de Control d'orientació, això va provocar que la maniobra d'inserció fos incorrecta. Satèl·lit desplegat en una òrbita inútil. |
| 22 Maig 1999 09:36     | VAFB LC-4E         | B-12            | 404B           | USA-144 (Misty) | Èxit     | NROL-8 |
| 8 Maig 2000 16:01      | CCAFS LC-40        | B-29            | 402B / IUS     | USA-149 (DSP-20) | Èxit     | |
| 17 Agost 2000 23:45    | VAFB LC-4E         | B-28            | 403B           | USA-152 (Lacrosse) | Èxit     | NROL-11 |
| 27 Febrer 2001 21:20   | CCAFS LC-40        | B-41            | 401B / Centaur | USA-157 (Milstar-4) | Èxit     | |
| 6 Agost 2001 07:28     | CCAFS LC-40        | B-31            | 402B / IUS     | USA-159 (DSP-21) | Èxit     | |
| 5 Octubre 2001 21:21   | VAFB LC-4E         | B-34            | 404B           | USA-161 (KH-11) | Èxit     | NROL-14 |
| 16 Gener 2002 00:30    | CCAFS LC-40        | B-38            | 401B / Centaur | USA-164 (Milstar-5) | Èxit     | |
| 8 Abril 2003 13:43     | CCAFS LC-40        | B-35            | 401B / Centaur | USA-169 (Milstar-6) | Èxit     | |
| 9 Setembre 2003 04:29  | CCAFS LC-40        | B-36            | 401B / Centaur | USA-171 (Orion) | Èxit     | NROL-19 |
| 14 Febrer 2004 18:50   | CCAFS LC-40        | B-39            | 402B / IUS     | USA-176 (DSP-22) | Èxit     | |
| 30 Abril 2005 00:50    | CCAFS LC-40        | B-30            | 405B           | USA-182 (Lacrosse) | Èxit     | NROL-16 |
| 19 Octubre 2005 18:05  | VAFB LC-4E         | B-26            | 404B           | USA-186 (KH-11) | Èxit     | NROL-20 |

## Fracassos de llançament
El Titan IV va experimentar quatre fallides catastròfiques.

### Explosió del 1993

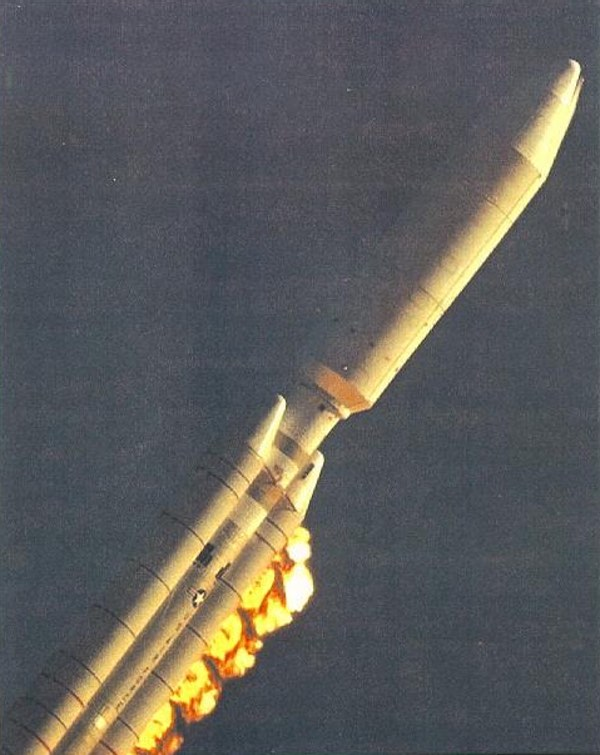
El Titan IVA K-11 moments abans de l'explosió.

El 2 d'agost de 1993, un Titan IV K-11 va enlairar-se des del SLC-4E portant un satèl·lit NOSS SIGNIT. Inusualment pels llançaments del DoD, la Força Aèria va convidar a la premsa civil a cobrir el llançament, el qual esdevenia més interessant de l'esperat quan el coet va explotar 101 segons després de enlairament. La investigació trobada que un del dos coets de combustible sòlid hi havia cremat a través del revestiment resultant en la destrucció del vehicle en una manera similar al 34D-9. Una investigació va trobar que les tasques de manteniment mal fetes eren la causa de l'accident.
Després del Titan 34D-9, mesures extenses havien estat disposades per assegurar que els coets de combustible sòlid reunien totes les condicions operatives necessàries, incloent proves amb Raigs X a segments de motor durant controls pre-enlairament. El coet de combustible sòlid que va anar a vehicle al principi hi havia estat transportat a Cap Canaveral, on les radiografies van revelar anomalies en la mescla de propulsor sòlida dins un segment. L'àrea defectuosa va ser treta amb un tall amb forma de pastís del bloc propulsor. Tanmateix, la majoria del personal qualificat de CSD hi havia deixat el programa a aquestes alçades i així que el personal de manteniment en qüestió no coneixia el procediment apropiat. Després de substitució, no van segellar l'àrea on s'havia fet el tall. Les radiografies posteriors a la reparació haguessin sigut suficients per desqualificar el coet abans que volés, però el coet va ser enviat cap a Vandenberg i aprovat de totes maneres. El resultat era un gairebé una repetició del accident del 34D-9; un buit va quedar entre el propulsor i el recobriment del coet i part del combustible va cremar a través del recobriment durant llançament.

### Fallida electrica del Titan IV-A al 1998
Al 1998 es va veure el fracàs del Titan K-17, amb un satèl·lit Mercury de la US Navy, que es va enlairar des de Cap Canaveral, al voltant 40 segons al vol. El K-17 era diversos anys vells i l'últim Titan IV-A per ser llançat. La investigació de l'accident va mostrar que el coet tenia dotzenes de cables fets malbé o pelats i mai hauria d'haver-se enlairat en aquella condició operativa, però la Força d'Aire hi havia posat pressió extrema damunt tripulacions de llançament per conèixer dates límit de programa. El fuselatge dels Titan estava plé de nombroses superfícies afilades de metall que fan gairebé impossible d'instal·lar, ajustar, o treure cablejat sense fer-ho malbé. El control de qualitat la planta de Denver de Lockheed on els Titan es muntaven, va ser descrit com "terrible" pels investigadors.
La causa del fracàs va ser un curtcircuit que va causar una pèrdua de tensió a l'ordinador de guiatge als T+39 segons. Després que la tensió es restaurés, l'ordinador va enviar comandes errònies de baixar el morro coet al màxim i virar cap a la dreta al màxim. Als T+40 segons, el Titan viatjava gairebé a velocitat supersònica i no podia tolerar aquesta acció sense patir una fallida estructural. El viratge sobtat cap a baix i el resultant estrès aerodinàmic va causar que un dels coets de combustible sòlid es separés. Aquest fet va provocar que L'ISDS (Sistema de destrucció per separació inadvertida) s'activés, trencant el coet de combustible sòlid i provocant l'autodestrucció de la resta del coet. Als T+45 segons, l'Agent de Seguretat va enviar l'ordre d'autodestrucció per assegurar-se de que qualssevol peça gran restant del vehicle quedava destruida a gran alçada.
Una gran operació de recuperació va ser llençada, per diagnosticar la causa de l'accident i recuperar restes del satèl·lit classificat. Totes les restes del Titan van impactar al mar, entre tres i cinc milles mar endins, i com a mínim 30% del coet va ser recuperat del fons de mar. Les restes però van continuar apareixent a les platges molts dies després, i l'operació va continuar fins al 15 d'octubre.
La Força d'Aire hi havia empès per un programa de "llançament a petició" per les càrregues del Departament de Defensa, cosa que era gairebé impossible d'aconseguir especialment donat la preparació llarga i temps de processament que requereix un Titan-IV (com a mínim 60 dies). Poc abans de retirar-se al 1994, el General Chuck Horner va qualificar al programa Titan de "malson". Al programa de 1998-99 hi havien demanat quatre llançaments en menys de 12 mesos. El primer d'aquests era el Titan K-25 el qual va succeir amb èxit orbitat un satèl·lit Orion SIGNI el 9 de maig de 1998. El segon era el K-17, un fracàs, i el terç era el K-32, també un fracàs.

### Fallida de l'etapa per separar-se
Després d'un retard causat per la investigació del fracàs anterior, al 9 d'abril del 1999 el llançament del K-32 va portar un DSP, satèl·lit d'avís primerenc. El IUS no es va separar de la segona etapa, deixant la càrrega en una òrbita inútil. La investigació a aquest fracàs va trobar que el cablejat al IUS havia estat embolicat massa estretament amb cinta aïllant de manera que una de les connexions entre etapes no es va desconnectar correctament i va impedir que les dues etapes es separessin.

### Error de programació
El quart llançament era el K-26 el 30 d'abril de 1999, portant un Milstar, satèl·lit de comunicacions. Durant l'espera a l'òrbita els propulsors de control de gir del Centaur van quedar-se engegats fins que el combustible del RCS va ser exhaurit, provocant que l'etapa superior i la càrrega giressin ràpidament. Quan es va engegar el Centaur va girar fora de control i va deixar la seva càrrega en una òrbita inútil. Aquest fracàs va ser el resultat d'una equació incorrectament programada en l'ordinador de guiatge. L'error va causar que la taxa de gir donada pels giroscopis fos ignorada per l'ordinador de vol.